# Telmatoscopus mendicus
Telmatoscopus mendicus és una espècie d'insecte dípter pertanyent a la família dels psicòdids.

## Descripció
- Femella: cos marró; sutura interocular força arquejada; front amb una àrea trapezoïdal pilosa; palps amb el segment núm. 3 una mica més curt que el 2; antenes d'1,07-1,09 de llargària, 16 artells i amb l'escap dues vegades la llargada del pedicel; ales de 2,07-2,25 mm de longitud i 0,75-0,85 d'amplada, amb l'àpex agut, membranes amb taques clares als extrems de la nervadura, vena subcostal llarga i R5 acabant més enllà de l'àpex; placa subgenital bilobulada; espermateca reticulada.
- El mascle no ha estat encara descrit.[3]

## Distribució geogràfica
Es troba a les illes Filipines: Mindanao.